# Josip Sesar
Josip Sesar (ur. 17 stycznia 1978 w Mostarze) – bośniacki koszykarz, posiadający także obywatelstwo chorwackie. Gra na pozycji rzucającego obrońcy.
Obecnie jest bez klubu. Sesar nie jest łatwym zawodnikiem do prowadzenia. Pod koniec sezonu 2001/02 trener Cibony Drażen Anzulović wyrzucił go z drużyny. Podobnie uczynili trenerzy Siroki Brijeg i KK Zagrzeb, tj. Zoran Vulić i Daniel Jusup.

## Kariera zawodnicza
- 1993–1999:  KK Zagrzeb
- 1999–2002:  Cibona Zagrzeb
- 2002–2003:  KK Split
- 2003–2005:  Cibona Zagrzeb
- 2005:  KK Siroki Brijeg
- 2005–2006:  KK Zadar
- 2006–2007:  KK Zagreb
- 2008–2009:  Zrinjski Mostar

## Osiągnięcia
Drużynowe
- Mistrz Chorwacji (2000–2004)
- Wicemistrz Chorwacji (2006)
- Zdobywca pucharu Chorwacji (2001, 2002, 2008)
- Finalista pucharu Chorwacji (1998, 2000, 2007)

Indywidualne
- MVP meczu gwiazd ligi chorwackiej (2000, 2001, 2007)
- 1997 – najlepszy zawodnik ligi chorwackiej zdaniem wszystkich trenerów i dziennikarzy,
- Uczestnik meczu gwiazd ligi chorwackiej (2000, 2001, 2007)
- Lider strzelców ligi chorwackiej (1997, 1999)

Reprezentacja
- 1996 – złoty medal i MVP Młodzieżowych Mistrzostw Europy we Francji oraz wybrany do najlepszej piątki turnieju,